# Лукин, Станислав
Станислав Лукин (27 сентября 1981) — российский биатлонист, призёр чемпионата России. Мастер спорта России.

## Биография
Представлял Омскую область, спортивный клуб «Авангард» (г. Омск) и спортивное общество «Динамо».
В 2007 году принял участие в чемпионате мира по летнему биатлону в Отепя, занял 27-е место в спринте и 25-е — в гонке преследования.
В зимнем биатлоне в 2009 году стал бронзовым призёром чемпионата России в гонке патрулей в составе сборной Красноярского края и Омской области.
В 2010-е годы принимал участие в региональных, любительских и ведомственных соревнованиях по биатлону, лыжным гонкам, триатлону, велоспорту. Призёр этапа Кубка России по зимнему триатлону, призёр Кубка Сибири по лыжным гонкам, неоднократный победитель и призёр чемпионатов Омской области.